# Fear the Voices

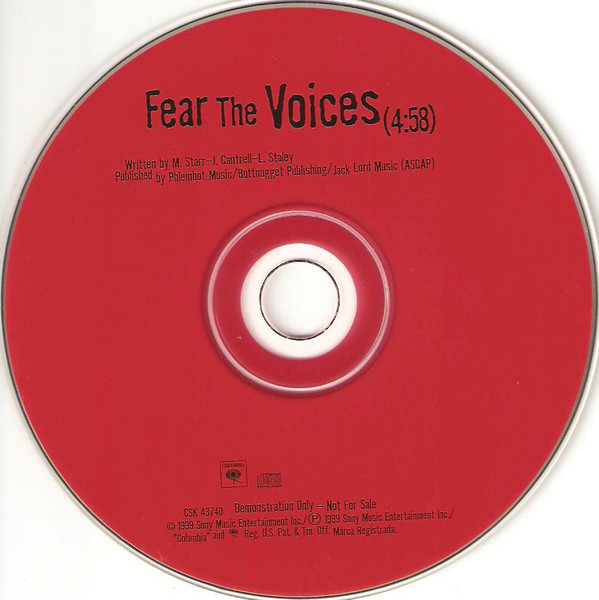
Disque du dernier single par le groupe Alice in Chains

Fear the Voices est le dernier single sorti par le groupe de grunge américain Alice in Chains avec leur chanteur originel, Layne Staley. il est disponible dans le coffret Music Bank en 1999.
Fear the Voices est un vestige des enregistrements pour l'album Dirt, enregistrés en 1991. Différent des sons de ce dernier, de nombreux fans considèrent ce la chanson la plus exceptionnelle pour l'époque et se rapproche des sons glam du groupe à leurs débuts.

## Histoire de la Chanson
"Fear the Voices" est une chanson particulièrement notable de la discographie d'Alice in Chains en raison de son histoire unique. La chanson a ses origines dans les sessions d'enregistrement de l'album "Dirt", l'un des albums les plus emblématiques du groupe. Bien que la chanson n'ait pas été incluse sur l'album original "Dirt" sorti en 1992, elle a été enregistrée pendant cette période de création intense.

## Style Musical et Évolution
Ce qui rend "Fear the Voices" intéressante pour les fans d'Alice in Chains, c'est son style musical distinctif. Alors que "Dirt" est souvent associé au grunge et à un son plus sombre et lourd, "Fear the Voices" est décrite comme étant plus proche des sons glam rock avec lesquels le groupe avait commencé sa carrière. Cela a contribué à rendre la chanson exceptionnelle pour les auditeurs de l'époque, car elle offrait une facette différente du groupe.

### Inclusion dans le Coffret "Music Bank"
"Fear the Voices" n'a pas été immédiatement publiée après son enregistrement initial. Au lieu de cela, elle est restée inédite pendant de nombreuses années. Cependant, en 1999, la chanson a finalement vu le jour lors de la sortie du coffret "Music Bank". Ce coffret compilait une variété de chansons, de démos et de raretés d'Alice in Chains, offrant aux fans un aperçu des coulisses de la création musicale du groupe.

### L'Importance de Layne Staley
"Fear the Voices" revêt une importance particulière car elle est l'une des dernières chansons enregistrées par le chanteur originel d'Alice in Chains, Layne Staley. Sa voix distinctive et émotionnelle a été un élément essentiel de l'identité musicale du groupe. Layne Staley a lutté contre des problèmes de toxicomanie tout au long de sa carrière, et sa contribution à "Fear the Voices" rappelle la créativité et le talent qu'il a apportés à Alice in Chains.

## Héritage
Aujourd'hui, "Fear the Voices" est considérée comme une pièce précieuse de l'histoire d'Alice in Chains. Elle témoigne de la diversité musicale du groupe et de son évolution au fil du temps. Les fans et les amateurs de musique rock et grunge continuent d'apprécier cette chanson en tant que rareté qui offre un aperçu du processus créatif du groupe à un moment charnière de son histoire.